# Fritz Schönherr
Fritz Schönherr (* 17. Mai 1920 in Wien; † 24. Mai 1984 ebenda; vollständiger Name: Friedrich Schönherr) war ein österreichischer Jurist, Rechtsanwalt, Universitätsprofessor und Dolmetscher.

## Leben und Wirken

### Familie
Fritz Schönherr wurde als Sohn des Ministerialrates Alois Schönherr und dessen Frau Anna, geb. Hofeneder geboren. Sein jüngerer Bruder Otto Schönherr war von 1959 bis 1987 Chefredakteur der Austria Presse Agentur. Ein Cousin seines Vaters war der Tiroler Arzt und Dramatiker Karl Schönherr. Seit Jänner 1949 war er verheiratet mit seiner ehemaligen Studienkollegin Ellen Ullrich, mit der er eine gemeinsame Tochter hatte.

### Ausbildung und Karriere
Schönherr bestand am Wiener Schottengymnasium 1938 die Matura. Während des Zweiten Weltkrieges wurde er vor allem als Heeresnachrichten-Dolmetscher eingesetzt. Nach dem Studium der Rechtswissenschaften wurde er 1947 an der Universität Wien zum Dr. iur. promoviert. Die folgenden Jahre verbrachte er als beeidigter Gerichtsdolmetscher für Englisch und Französisch und als Konzipient in der Kanzlei Emmerich Hunna. 1949 übernahm er die Leitung der Rechtsabteilung der Philips Austria GesmbH. Nach seiner Rechtsanwaltsprüfung eröffnete er im Oktober 1950 eine eigene Anwaltskanzlei.
Ab dem Wintersemester 1956/57 bestellte ihn die Rechts- und Staatswissenschaftliche Fakultät der Universität Wien zum Lehrbeauftragten für Kartell-, Marken-, Patent- und Wettbewerbsrecht. 1965 habilitierte er sich mit einer rechtsvergleichenden Studie zum Thema „Die vergleichende Reklame“ an der juridischen Fakultät der Universität Wien, womit die Venia legendi für die Fächer Handels- und Wechselrecht verbunden war. Der Titel eines außerordentlichen Universitätsprofessors wurde ihm 1969 verliehen. Ab 1973 war er Ordentlicher Universitätsprofessor und Nachfolger von Walther Kastner auf der Lehrkanzel für Handels- und Wechselrecht am Institut für Handels- und Wertpapierrecht der Universität Wien.
Schon während seiner Tätigkeit bei Philips Austria betreute Schönherr mit Zustimmung seines Dienstgebers private Mandanten. Diese bildeten den Grundstock der ab 1967 mit dem Schwerpunkt Wirtschaftsrecht betriebenen Kanzleipartnerschaft mit Walter Barfuss, Hellwig Torggler, Christian Hauer und Lothar Witschek. Nach seinem Ableben wurde die Kanzlei unter der Bezeichnung Schönherr Rechtsanwälte fortgeführt.

## Thematische Schwerpunkte
Wissenschaftliche Schwerpunkte in Schönherrs Arbeiten bildeten der gewerbliche Rechtsschutz und das Immaterialgüterrecht. In den letzten Jahren seiner Tätigkeit wandte er sich verstärkt sprachlichen Problemen auf dem Gebiet der Legistik sowie bei der Gestaltung juristischer Texte zu. 1975 berief ihn die damalige österreichische Bundesregierung in die Kommission zur Vereinheitlichung und Vereinfachung der österreichischen Rechtsordnung nach § 3 des Rechtsüberleitungsgesetzes. Um in dieser Funktion unbelastet tätig sein zu können, wurde er für das gesamte Studienjahr 1984/85 von seinen akademischen Pflichten freigestellt. Fritz Schönherr verstarb jedoch am 24. Mai 1984 an den Folgen eines drei Tage zuvor erlittenen Verkehrsunfalls.

## Publikationen (Auswahl)
- Das Kartellgesetz: samt Materialien, Durchführungsverordnungen und Verfahrensvorschriften, ferner die österreichischen preisrechtlichen Vorschriften, das Markenschutzgesetz und das Rabattgesetz mit erläuternden Anmerkungen. Manz, Wien 1952
- mit Robert Dittrich: Das Kartellgesetz mit ausführlichen Erläuterungen, samt Durchführungsverordnungen, Entscheidungen und einschlägigen Steuervorschriften; ferner die preisrechtlichen Vorschriften und das Rabattgesetz mit Anmerkungen. Manz, Wien 1958
- Das Kartellgesetz in der Praxis. Manz, Wien 1965
- Österreichisches Kartellrecht. Eine kurzgefasste systematische Darstellung unter besonderer Berücksichtigung der Rechtsprechung samt dem Text des Gesetzes und der einschlägigen Verordnungen. Hollinek, Wien 1966.
- Volksanwaltschaft: das Bundesgesetz vom 24.2.1977 über die Volksanwaltschaft, erl. aus den Materialien, samt früheren Entwürfen und Erl. sowie einer kritischen Würdigung der Verwirklichung des Ombudsmann-Gedankens in Österreich. Manz, Wien 1977, ISBN 978-3-214-03460-3
- mit Friedrich Iro: Wettbewerbsrecht. Gesetz gegen den unlauteren Wettbewerb samt Durchführungsverordnungen, Zugabengesetz, Rabattgesetz u. Ausverkaufsverordnung mit Anm u. Entscheidungen. Manz, Wien 1971, ISBN 978-3-214-01460-5
- Gewerblicher Rechtsschutz und Urheberrecht: Grundriss, allgemeiner Teil. Manz, Wien 1982, ISBN 978-3-214-04854-9[1]
- mit Heinrich Demelius, Gunter Nitsche: Handelsgesetzbuch vom 10. Mai 1897 (ohne Seehandelsrecht) und die wichtigsten handelsrechtlichen Nebengesetze mit Anmerkungen und Entscheidungen. Manz’sche Verlags- und Universitätsbuchhandlung, Wien 1981, ISBN 978-3-214-01111-6
- GmbHG, das Gesetz über Gesellschaften mit beschränkter Haftung in der ab 1.1.1981 geltenden Fassung: mit den Übergangs- und den Abgabenbestimmungen der Novelle 1980, Auszügen aus Nebengesetzen sowie zahlreichen Anmerkungen und Verweisungen. Manz, Wien 1980, ISBN 978-3-214-02855-8
- Patentrecht: das Patentgesetz 1970 und das Patentverträge-Einführungsgesetz, beide in der Fassung der Paten[t]rechts-Novelle 1984, der Budapester Vertrag über die internationale Anerkennung der Hinterlegung von Mikroorganismen für die Zwecke von Patentverfahren und das Patentanwaltsgesetz   Manz, Wien 1984, ISBN 978-3-214-03471-9
- Sprache und Recht. Aufsätze und Vorträge. Hrsg. von Walter Barfuß. Manz, Wien 1985. ISBN 978-3-214-06108-1

## Ehrungen
- Bene Merito (Österreich) Österreichischen Akademie der Wissenschaften 1976
- Ehrenpräsident der Österreichischen Vereinigung für gewerblichen Rechtsschutz

## Funktionen und Mitgliedschaften (Auswahl)
- Mitglied des Exekutivkomitees der Österreichischen Rechtsanwaltsvereinigung
- Mitglied der wissenschaftlichen Redaktion der Österreichischen Zeitschrift für Wirtschaftsrecht (Österreichische Zeitschrift für Wirtschaftsrecht, ÖZW)
- Generalsekretär der Österreichischen Gesellschaft für Rechtsvergleichung
- Mitglied der wissenschaftlichen Redaktion der Zeitschrift „Der Gesellschafter“
- Vorstandsmitglied des Österreichischen Juristentags
- Mitglied des Exekutivausschusses der Internationalen Vereinigung für gewerblichen Rechtsschutz
- Mitglied des Kuratoriums und des Fachbeirats des Münchner Max-Planck-Instituts für ausländisches und internationales Patent-, Urheber und Wettbewerbsrecht
- Außerordentliches Mitglied der Paris
- Mitglied der Kommission zur Vereinheitlichung und Vereinfachung der österreichischen Rechtsordnung
- Mitglied des Aufsichtsrats der HERBA Apotheker-AG, der Österreichischen Investment-Gesellschaft mbH, der C.Reichert Optische Werke AG, der Shell Austria AG, der Süd-Ost Treuhand AG